# Parallelia adunca
Parallelia adunca là một loài bướm đêm trong họ Erebidae.